# Strâmtoarea Tiran

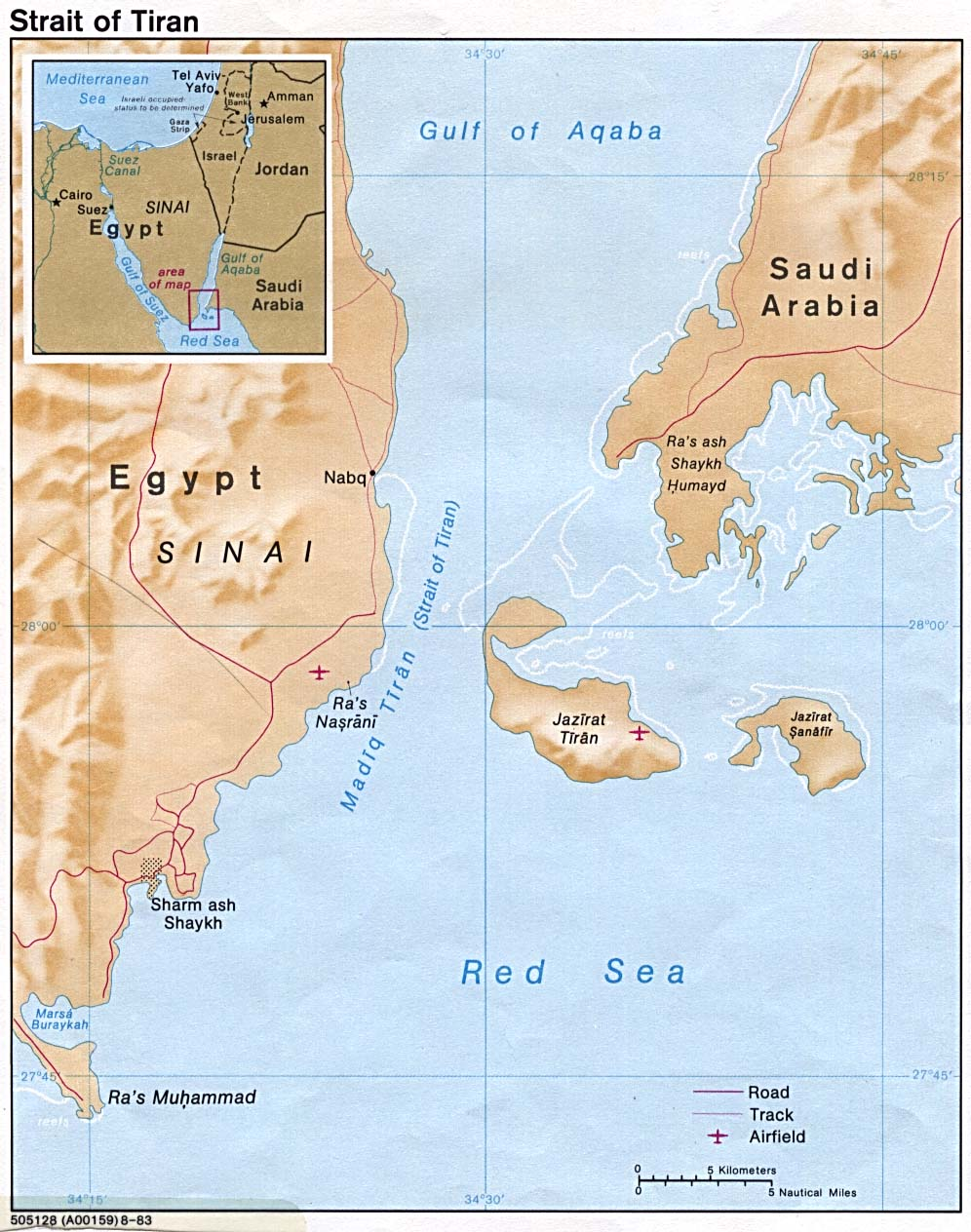
Strâmtoarea Tiran

Strâmtoarea Tiran (în arabă: مضيق تيران ), (în ebraică: מצרי טיראן, transliterare din limba ebraică: Meițarey Tiran) este o strâmtoare îngustă, cu o lățime de 13 kilometri, formată între Peninsula Sinai și Peninsula Arabică care separă Golful Aqaba de Marea Roșie. 
Denumirea Strâmtorii provine de la Insula Tiran localizată între cele două țărmuri, pe care s-a instalat un post de observație al Forței Multinaționale de Pace cu scopul de a garanta libera circulație prin strâmtoare. Insula Sanafir se află la est de Insula Tiran, creând două strâmtori între Insula Tiran și Arabia Saudită.
Documentele internaționale se referă uneori la Strâmtoarea Tiran și alteori la Strâmtorile Tiran. Există mai multe treceri formate de insule între Egipt și Arabia Saudită. Strâmtoarea din partea de vest, cea delimitată de statul Egipt și Insula Tiran, controlată de către orașul egiptean Șarm el-Șeih este denumită Strâmtoarea Tiran. Strâmtoarea Tiran, aflată la intrarea în golf, are o lățime de 340 metri și o adâncime de 150-200 metri, suficientă pentru a permite trecerea navelor mari. 
Există aici două treceri destul de adânci pentru a naviga pe acolo navele maritime lungi. Trecerea Enterprise, cu o adâncime de 300 metri, este situată chiar în apropiere de țărmul egiptean, în timp ce trecerea Grafton aflată la est, în apropiere de Insula Tiran, are 70-80 metri adâncime. La est de Insula Tiran, între aceasta și Arabia Saudită, strâmtorile nu sunt destul de adânci pentru a permite trecerea vaselor maritime, canalul dintre insule având doar 18 metri adâncime. Partea navigabilă se afla între Insula Tiran și coasta egipteană, fiind astfel ușor controlabilă de pe țărm.

## Importanța strategică
Strâmtoarea Tiran a fost plasată în anul 1882, când întreaga zonă se afla sub suzeranitatea Imperiului otoman, în regimul "apelor internaționale". 
Accesul către unicul port maritim al Iordaniei de la Aqaba și către unicul port maritim de la Oceanul Indian al Israelului, portul Eilat se face prin traversarea Golfului Aqaba, ceea ce îi conferă Strâmtorii Tiran o importanță strategică. Această importanță strategică a fost una din cauzele care au dus la declanșarea Războiului Arabo-Israelian din secolul al XX-lea.
Închiderea Strâmtorii în anul 1956 de către egipteni a constituit unul din pretextele dezlănțuirii campaniei Israelului în Sinai, în cursul căreia forțele sale armate ocupaseră orașul egiptean Șarm el-Șeih. Retragerea acestora în anul 1957 a fost condiționată de primirea unor garanții internaționale privind libera circulație în Golful Aqaba. De asemenea, blocarea Strâmtorii a fost o cauză și a declanșării Războiului de Șase Zile din anul 1967, în care Egiptul a blocat Strâmtoarea nepermițând trecerea navelor maritime ale Israelului, precum și a celor care transportau mărfuri pentru Israel.
În prezent există un proiect de construire a unui pod în lungime de 15-16 km de-a lungul Strâmtorii, legând Egiptul și Arabia Saudită, proiect care se află actualmente în studiul guvernului egiptean. 

## Legături suplimentare
- The Daily Star, 2 martie 2006 - Bridge connecting Egypt, Saudi Arabia considered Arhivat în 12 martie 2007, la Wayback Machine.
- Ambitious plans for bridge building in the Gulf states range from the longest viaduct in the world to a major suspension bridge Arhivat în 11 martie 2007, la Wayback Machine.